# Graphical Editing Framework
Das Graphical Editing Framework (kurz GEF) für Eclipse erlaubt es Entwicklern interaktive Grafikanwendungen zu programmieren. Das Framework kann auf eigene Anwendungsmodelle angewandt werden und ist bei Bedarf erweiterbar. Die Anbindung von Graphviz basierten Layouts ist möglich ebenso wie die Verwendung deren Markupsprache DOT. GEF existiert seit 2002 und ist seit 2006 Teil des simultanen Veröffentlichungsprozesses der Eclipse Foundation.

## Komponenten
Zu den Basiskomponenten gehören
- Draw2d ein leichtgewichtiger Aufsatz zu SWT, der zweidimensionale Visualisierung ergänzt (vergleichbar mit Java 2D im Kontext von AWT)
- GEF  stellt ein interaktives MVC-Rahmenwerk zur Verfügung, mit dem sich SWT/Draw2d-basierte grafische Editoren im Kontext der Eclipse Workbench erstellen lassen.
- Zest bietet Unterstützung für die Visualisierung von Graphstrukturen mittels SWT/Draw2d und JFace, unter anderem ergänzt um automatisches Layout.
- GEF4-FX: verwendet zum Rendering die Bibliotheken von JavaFX und ermöglicht so auch Digitalzoom und Gestensteuerung